# Szolnok-Doboka
Le comitat de Szolnok-Doboka (Szolnok-Doboka vármegye en hongrois, comitatul Solnoc-Dăbâca en roumain) est un comitat du royaume de Hongrie qui a existé après 1867 et jusqu'en 1918 en Transylvanie. Son chef-lieu était la ville de Dés, aujourd'hui Dej, en Roumanie.

## Géographie
Le comitat de Szolnok-Donoka avait une superficie de 4 786 km2 pour une population de 251 936 habitants (densité : 52,6 hab/km). Il s'étendait sur les bassins des Petit et Grand Someș, dans les Carpates orientales, dans les Monts Lăpuș et Tibleș et le pays Chioar.
Il était limité au nord par le comitat de Máramoros, à l'est par le comitat de Beszterce-Naszód, au sud par le comitat de Kolozs, à l'ouest par le comitat de Szilágy et au nord-ouest par le comitat de Szatmár.

## Histoire
Le comitat de Szolnok-Doboka a été formé dans le cadre de la couronne hongroise, après le Compromis austro-hongrois de 1867 qui supprime la principauté de Transylvanie, par la réunion de l'ancien comitat du Szolnok intérieur (Belső-Szolnok en hongrois, Solnocu dinăuntru en roumain) avec la majeure partie de l'ancien comitat de Doboka (ou Dăbâca).
En 1918, il a rejoint le royaume de Roumanie, ce qui fut confirmé par le traité de Trianon en 1920. De 1940 à 1944, à la suite du deuxième arbitrage de Vienne, il a été rendu à la Hongrie. Fin 1944 réintégré la Roumanie, ce qui a été officialisé par le traité de paix de Paris en 1947.
En 1950, il a été supprimé au profit des régions administratives de la République populaire roumaine. Lors du rétablissement des județe en 1968, la partie sud rejoignant le județ de Cluj, le nord le județ de Maramureș, l'est le județ de Bistrița-Năsăud et l'ouest le județ de Sălaj.

## Subdivisions
Le comitat de Szolnok-Doboka comptait deux districts urbains et sept districts ruraux.
| District    | Chef-lieu   |
| ----------- | ----------- |
| Dés         | Dés         |
| Szamosujvár | Szamosujvár |

| District         | Chef-lieu        |
| Bethlen          | Bethlen          |
| Csákigorbó       | Csákigorbó       |
| Dés              | Dés              |
| Kápolnokmonostor | Kápolnokmonostor |
| Kékes            | Kékes            |
| Magyarlápos      | Magyarlápos      |
| Nagyilonda       | Nagyilonda       |
| Szamosujvár      | Szamosujvár      |

## Démographie
En 1900, le comitat comptait 237 134 habitants dont 180 309 Roumains (76,04 %), 47 212 Hongrois (19,91 %) et 7 252 Allemands (3,06 %).
En 1910, le comitat comptait 251 036 habitants dont 189 443 Roumains (75,46 %), 52 181 Hongrois (20,79 %) et 6 902 Allemands (2,75 %).